# EdgeUno
EdgeUno es una empresa de tecnología establecida en 2018. Proporciona servicios relacionados con la computación en la nube, la computación en el borde y la conectividad. La empresa fue fundada por Mehmet Akcin, quien anteriormente ocupó puestos en Microsoft, Yahoo e ICANN. Los servicios de EdgeUno están dirigidos principalmente al mercado latinoamericano.

## Servicios
EdgeUno ofrece una variedad de servicios, incluyendo Hosting Gestionado, Nube Gestionada, Red de Entrega de Contenido (CDN) y Puntos de Intercambio de Internet (IXP).

## Expansión
A partir de 2023, EdgeUno opera 47 centros de datos en América Latina y tiene planes de aumentar este número para finales de año. La empresa también está considerando la expansión a cuatro países adicionales de América Latina.

## Red
La red de EdgeUno tiene una capacidad de 300 Tbps e incluye más de 47 centros de datos. La empresa tiene acuerdos de interconexión directa con más de 3000 redes en toda América Latina.

## Patrocinio deportivo
EdgeUno patrocina al club de fútbol Fortaleza, un equipo de fútbol profesional con sede en Bogotá, Colombia.